# HMS Sybille (1890)
Lo HMS Sybille fu un incrociatore protetto britannico di classe Apollo utilizzato dalla Royal Navy dal 1894 al 1901.

## Storia
Il Naval Defence Act 1889 portò la Royal Navy ad emettere ordini per la costruzione di ordini per 21 incrociatori protetti di seconda classe costituenti la classe Apollo.
Il Sybille aveva una Lunghezza fuori tutto di 95,7 m, una larghezza di 13,31 m e un pescaggio di 5,64 m. Il dislocamento della nave era di 3.600 tonnellate lunghe (3.700 t). Era una delle 10 navi della classe rivestita in legno e rame per ridurre le incrostazioni di cirripedi in carena, cosa che decretava l'aumento del dislocamento di 200 tonnellate.Un ponte corazzato compreso tra 32 e 51 mm proteggevano i caricatori e l'apparato motore della nave, mentre la torre di comando aveva 76 mm di protezione, mentre gli scudi dei cannoni da 152 mm avevano 110 mm di protezione. L'armamento era composto da 2 cannoni QF 6 in/40 da 152 mm in installazioni singole erano montati a prua e a poppa sulla linea centrale della nave, 6 cannoni QF 4.7 in Mk. I-IV da 120 mm in installazioni singole, tre per ciascuna fiancata. Per la protezione contro gli attacchi delle torpediniere vi erano 8 cannoni QF 6-pounder Hotchkiss da 57 mm in installazioni singole, e 1 cannone QF 3-pounder Hotchkiss da 47 mm in installazioni singole. L'armamento silurante era composto da 4 tubi lanciasiluri da 356 mm. La potenza motrice era pari a 7.000 ihp (5.200 kW), per una velocità di 18,5 nodi, anche se a tiraggio forzato furono raggiunti i 9.000 CV (6.700 kW) e i 19,75 nodi. La capacità di carbone era di 535 tonnellate. L'autonomia massima era pari a  8.000 miglia nautiche a 10 nodi.
Entrò in servizio attivo per la prima volta a Devonport l'8 gennaio 1895 per la Stazione navale del Mediterraneo al comando del capitano Gerald W. Russell. Lì prestò servizio fino al ritorno a Devonport nel 1898, dove fu messo in riserva il 18 marzo dello stesso anno.  Rimase fuori servizio fino al 3 ottobre 1900 quando salpò da Portsmouth per sostituire il Barossa presso la stazione navale di Capo di Buona Speranza, sotto il comando del capitano Hugh P. Williams. Dopo un viaggio senza incidenti, il Sybille arrivò a Simon's Town dall'Inghilterra sabato 12 gennaio 1901, fu immediatamente rifornita di carbone e salpò lunedì 14 gennaio, diretta a Lambert's Bay per supportare l'esercito nella protezione della Colonia del Capo dagli attacchi dei commando boeri. Il 9 gennaio 1901, il capitano Williams sbarcò con cinquanta uomini e due cannoni da campo, lasciando il tenente Hubert Henry Holland al comando dell'incrociatore. La notte del 15 gennaio, a causa del maltempo imperante, Holland decise di prendere il mare alle 22:00 uscendo dalla baia tra forti raffiche di vento e mare sempre più agitato.
Il maltempo si calmò verso le 2:00 del mattino del 16 gennaio, e Holland decise di riportare il Sybille all'ancoraggio di Lambert's Bay con  rotta sud, ma alle 04:30 la nave colpì una barriera corallina vicino alla fattoria di Steenboksfontein, a circa tre miglia a sud di Lambert's Bay. Venne immediatamente dato l'ordine di invertire i motori nel tentativo di sbloccare l'incrociatore, ma fu inutile, e quando divenne chiaro che la nave era bloccata e si stava riempiendo rapidamente d'acqua, le porte stagne furono chiuse e vennero fatti i preparativi per abbandonare la nave.  In mezzo al mare agitato che colpiva la nave, l'equipaggio fece diversi tentativi per portare una fune a terra, ma senza successo. Il relitto del Sybille fu avvistato dall'incrociatore torpediniere Tartar e dalla nave da trasporto City of Cambridge, quest'ultima avendo lasciato Lambert's Bay in rotta verso Cape Town alle 4:00.
Nel frattempo, il capitano Williams aveva appreso della perdita della sua nave e, entro due ore e mezza dal naufragio, era uscito da Lambert's Bay a bordo di un rimorchiatore. Con grandissima difficoltà venne fissata una cima al Sybille e i duecentocinquanta membri dell'equipaggio a bordo furono tratti in salvo senza incidenti, anche se le condizioni del mare fecero sì che l'operazione durasse fino alle 14 di quel pomeriggio. L'ultimo uomo a lasciare la nave fu il tenente Holland. L'unica vittima fu un marinaio di diciannove anni, W.H. Jones, che riportò mortali lesioni interne quando fu trascinato sul ponte dal mare agitato e schiacciato contro uno dei cannoni da 4,7 pollici della nave. Successivamente il suo corpo fu sepolto a terra e la sua tomba può essere vista in un piccolo cimitero a Lambert's Bay. L'equipaggio, la cui maggior parte aveva solo i vestiti che indossava al momento del naufragio, fu portato a bordo della City of Cambridge, che era rimasta vicino al relitto per prestare assistenza mentre il Tartar si recava alla baia di Saldanha per dare l'allarme. Da lì l'equipaggio fu portato a Lambert's Bay.
La Doris arrivò sul luogo del naufragio nel tardo pomeriggio del 17 gennaio, dopo aver lasciato Simon's Town alle 4:30 di quella mattina. A causa del mare troppo agitato la Doris non poté avvicinarsi al Sybille, e quindi procedette verso Lambert's Bay dove il giorno successivo sbarcò il contrammiraglio Harris che si recò a cavallo a ispezionare il relitto. Per Harris fu presto chiaro che  il Sybille non poteva essere salvato, in quanto la chiglia era fuori dall'acqua, con la nave di traverso sul mare e completamente inondata, e l'acqua nello scafo che si alzava e si abbassava con le maree. Nei due giorni trascorsi dall'incaglio, la forza del mare l'aveva spinta più vicino alla riva, e la chiglia si era spezzata sulla barriera corallina.
Furono recuperati i due cannoni da 152 e cinque da 120 mm pollici, insieme ai siluri, le mitragliatrici Maxim, nonché il denaro, le ancore e i cavi, le munizioni, e altre attrezzature presenti a bordo.Tutto questo materiale fu caricato sulla City of Cambridge e successivamente trasferito a Cape Town.
Si scoprì successivamente che all'insaputa dell'equipaggio e dell'ufficiale di guardia, il sottotenente A.G.A. Street, il tempo avverso e la direzione meridionale della corrente avevano spinto la nave circa sei miglia a sud di quella che credevano fosse la loro posizione.
Una corte d'inchiesta tenutasi sulla HMS Monarch a Simon's Town il 26 febbraio 1901 concluse che il tenente Holland, pur avendo condotto in maniera esemplare il salvataggio degli uomini dell'equipaggio e dei materiali di bordo, era colpevole di gradi irregolarità nella navigazione e nelle manovre della nave non aveva tenuto conto della forte corrente. La successiva corte marziale, che includeva il capitano Williams come pubblico ministero, condannò Holland ad essere allontanato dalla Sibille e penalizzato di due anni di anzianità, così come l'ufficiale di navigazione Herbert Cayley. Anche il sottotenente Alfred G.A. Street e il capo cannoniere James J. Tapper ricevettero severi rimproveri. Dei quattro, solo il tenente Cayley rassegnò le dimissioni a seguito della sentenza della corte marziale, i restanti tre continuarono al servizio della Royal Navy.
La natura della barriera corallina, molto esposta alle intemperie, fecero si che il relitto del Sybille si deteriorasse molto rapidamente. Più recentemente, l'elemento umano è intervenuto quando, nonostante al momento della perdita fosse stato recuperato tutto il denaro a bordo, circolavano storie secondo cui trasportava una fortuna in sovrane. Da allora Numerosi subacquei, nel tentativo di trovare un tesoro in sovrane che si vociferava essere a bordo, utilizzando esplosivi recuperarono grandi quantità di metalli non ferrosi dal relitto, inclusa una delle sue eliche, distruggendo ulteriormente il sito. Più di recente, i subacquei recuperarono anche la seconda elica rimasta del Sybille, che stata donata alla SAHRA per essere esposta in modo permanente a Lambert's Bay.

### Fonti
1. 1 2 3 4 5 6 7 8 9 10 11 12  Chesneau, Kolesnik 1979, p. 76.
2. 1 2 3 4 5 6 7 8 9 10 11 12 13 14 15 16 17 18 19 20 21 22 23 24 25 26 27 28 29  Save Est Coast.
3. ↑  Hepper 2007, p. 16.